# Royal Football Club Union La Calamine
Maillots
Dernière mise à jour : 31 juillet 2025.
Le Royal Football Club Union La Calamine est un club de football belge basé à La Calamine. Le club évolue en Division 3 Amateur. C'est sa 29e saison dans les séries nationales belges, dont 10 ont été disputées au troisième niveau.

## Historique
- 1923 : les premiers statuts du club, en 1925, fixent la date de fondation en janvier 1904; des documents ultérieurs (avant la Seconde Guerre mondiale) signalent avril 1904; de nouveaux statuts, établis en décembre 1947, parlent de 1923; lors de la sollicitation du titre de Société royale auprès du Cabinet du Roi, l'Union royale belge des sociétés de football association (URBSFA) officialise 1923 (note foot 100 asbl)[2].
- 1925 : affiliation à l'URBSFA de FOOTBALL CLUB UNION LA CALAMINE le 08/06/1925[2].
- 1926 : le club reçoit le numéro matricule 526[2].
- 1945 : changement de dénomination de FOOTBALL CLUB UNION LA CALAMINE (526) en UNION LA CALAMINE (526) le 31/05/1945[2].
- 1947 : changement de dénomination de UNION LA CALAMINE (526) en FOOTBALL CLUB UNION LA CALAMINE (526) le 29/08/1947[2].
- 1954 : après obtention du titre de Société royale le 03/03/1954, changement dénomination de FOOTBALL CLUB UNION LA CALAMINE (526) en ROYAL FOOTBALL CLUB UNION LA CALAMINE (526) le 07/04/1954[2].

## Résultats dans les divisions nationales
Statistiques mises à jour le 8 décembre 2024 (terme de la saison 2023-2024)

### Palmarès
- 2 fois champion de Belgique de Promotion en 2004 et 2011.

### Bilan
| Niv | Divisions     | Jouées | Titres | TM Up | TM Down |
| --- | ------------- | ------ | ------ | ----- | ------- |
| I   | 1re nationale | 0      | 0      |       |         |
| II  | 2e nationale  | 0      | 0      |       |         |
| III | 3e nationale  | 10     | 0      |       | 1       |
| IV  | 4e nationale  | 17     | 2      |       |         |
| V   | 5e nationale  | 2      | 0      |       |         |
|     |               |        |        |       |         |
|     | TOTAUX        | 29     | 2      | 0     | 1       |

- TM Up : test-match pour départager des égalités, ou toutes formes de Barrages ou de Tour final pour une montée éventuelle.
- TM Down : test-match pour départager des égalités, ou toutes formes de Barrages ou de Tour final pour le maintien.

### Classements
| Ordre               | Saison  | Nom du club        | Niveau                  | Classement final | Remarques               |
| ------------------- | ------- | ------------------ | ----------------------- | ---------------- | ----------------------- |
| 1                   | 1966-67 | R. FCU La Calamine | Promotion série A       | 7e/16            |                         |
| 2                   | 1967-68 | R. FCU La Calamine | Promotion série D       | 12e/16           |                         |
| 3                   | 1968-69 | R. FCU La Calamine | Promotion série D       | 16e/16           | Relégué                 |
| séries provinciales |         |                    |                         |                  |                         |
| 4                   | 1975-76 | R. FCU La Calamine | Promotion série C       | 10e/16           |                         |
| 5                   | 1976-77 | R. FCU La Calamine | Promotion série C       | 16e/16           | Relégué                 |
| séries provinciales |         |                    |                         |                  |                         |
| 6                   | 1995-96 | R. FCU La Calamine | Promotion série C       | 8e/16            |                         |
| 7                   | 1996-97 | R. FCU La Calamine | Promotion série C       | 10e/16           |                         |
| 8                   | 1997-98 | R. FCU La Calamine | Promotion série D       | 5e/16            |                         |
| 9                   | 1998-99 | R. FCU La Calamine | Promotion série C       | 16e/16           | Relégué                 |
| séries provinciales |         |                    |                         |                  |                         |
| 10                  | 2000-01 | R. FCU La Calamine | Promotion série C       | 16e/16           | Relégué                 |
| séries provinciales |         |                    |                         |                  |                         |
| 11                  | 2002-03 | R. FCU La Calamine | Promotion série D       | 9e/16            |                         |
| 12                  | 2003-04 | R. FCU La Calamine | Promotion série D       | 1er/16           | Champion et Promu !     |
| 13                  | 2004-05 | R. FCU La Calamine | Division 3 série B      | 11e/16           |                         |
| 14                  | 2005-06 | R. FCU La Calamine | Division 3 série B      | 3e/16            | [ saisons 1 ]           |
| 15                  | 2006-07 | R. FCU La Calamine | Division 3 série B      | 13e/16           |                         |
| 16                  | 2007-08 | R. FCU La Calamine | Division 3 série B      | 14e/15           | Barrages                |
| 17                  | 2008-09 | R. FCU La Calamine | Division 3 série B      | 16e/16           | Relégué                 |
| 18                  | 2009-10 | R. FCU La Calamine | Promotion série C       | 10e/16           |                         |
| 19                  | 2010-11 | R. FCU La Calamine | Promotion série D       | 1er/16           | Champion et Promu !     |
| 20                  | 2011-12 | R. FCU La Calamine | Division 3 série B      | 10e/18           |                         |
| 21                  | 2012-13 | R. FCU La Calamine | Division 3 série B      | 7e/19            |                         |
| 22                  | 2013-14 | R. FCU La Calamine | Division 3 série B      | 12e/18           |                         |
| 23                  | 2014-15 | R. FCU La Calamine | Division 3 série B      | 10e/18           |                         |
| 24                  | 2015-16 | R. FCU La Calamine | Division 3 série B      | 15e/19           | Relégué                 |
| 25                  | 2016-17 | R. FCU La Calamine | Division 2 Amateur ACFF | 9e/16            |                         |
| 26                  | 2017-18 | R. FCU La Calamine | Division 2 Amateur ACFF | 15e/16           | Relégué                 |
| 27                  | 2018-19 | R. FCU La Calamine | Division 3 ACFF série B | 15e/16           | Relégué                 |
| séries provinciales |         |                    |                         |                  |                         |
| 28                  | 2022-23 | R. FCU La Calamine | Division 3 ACFF série B | 5e/16            | Promu via le Tour final |
| 29                  | 2023-24 | R. FCU La Calamine | Division 2 ACFF         | 9e/18            |                         |
| 30                  | 2024-25 | R. FCU La Calamine | Division 2 ACFF         | ... /18          |                         |

## Anciens joueurs
- François Sterchele
- Mario Mutsch